# Amerikai amnézia
Az Amerikai amnézia (eredeti angol címén: Amnesia Moon) Jonathan Lethem tudományos-fantasztikus, szürrealista regénye, amely az író második regényeként 1995-ben jelent meg az Amerikai Egyesült Államokban.
Magyarországon 2008-ban jelent meg Bart Dániel fordításában a Galaktika Fantasztikus Könyvek sorozatban.

## Történet
|  | Alább a cselekmény részletei következnek! |

A történet főszereplője Chaos, alias Everett Moon, aki egy elhagyatott amerikai kisváros használaton kívüli multiplex mozijában él. A város és környéke látszólag atomtámadást szenvedett el korábban, ennek megfelelően a kisváros lakói is mutánsok, azonban arra senki sem emlékszik, hogy pontosan mi történt és mikor történt az atomcsapás, ha egyáltalán megtörtént. Chaost ráadásul álmok kínozzák, amelyeket a szomszéd kisváros önjelölt vezetője, Kellogg küld a környék lakosaira minden éjjel. Ezenfelül állandósult az élelemhiány, az emberek éheznek.
Chaos hirtelen felindulásból úgy dönt, hogy felkeresi Kelloggot, és megpróbál tőle élelmet szerezni. Magával visz egy Melinda nevű mutáns kislányt is a városból. A látogatás során azonban Chaos és Kellogg vitája eldurvul, és Chaos menekülni kényszerül: Melindával együtt elindulnak San Francisco irányába, hogy megszabaduljanak Kelloggtól, és hogy rájöjjenek mi volt azelőtt.
Gyorsan kiderül, hogy az atomtámadás csak a látszat. Amerika sok kis közösségre esett szét. Mindegyiknek megvannak a saját törvényei, és a saját félelmei. Az egyetlen közös dolog, hogy sehol senki sem tudja vagy akarja elmondani, hogy mi volt azelőtt és senki sem emlékszik pontosan, mikor is következett be a változás, és minden ilyen önmagába zárt világot önjelölt helyi hatalmasságok, az úgynevezett álmodók irányítanak. Melinda és Chaos több ilyen antiutópisztikus kis világot is bejárnak útjuk során, míg végül Chaos eljut San Franciscoba, hogy megismerje saját múltját, régi barátait.
A kérdéseire azonban nem kap válaszokat. Az egyetlen, ami kiderül, hogy Chaos maga is képes alakítani a valóságot az álmai segítségével, éppen úgy, mint az álmodók.
|  | Itt a vége a cselekmény részletezésének! |

## Megjelenések

### angol nyelven
1. Amnesia Moon, Harcourt Brace, 1995. szept.[2]

### magyarul
1. Amerikai amnézia. Szürrealista regény; ford. Bart Dániel; Metropolis Media, Bp., 2008 (Galaktika fantasztikus könyvek)[1]